# Stefano Gori
Stefano Gori (Brescia, 9 marzo 1996) è un calciatore italiano, portiere dell'Union Brescia.

## Caratteristiche tecniche
Portiere completo ed in grado di dare sicurezza al reparto arretrato, è abile nel neutralizzare i calci di rigore. È uno dei migliori prospetti tra i portieri italiani della sua generazione.

## Carriera

### Club

#### Gli inizi, Brescia
Inizia a giocare a calcio nell'oratorio della sua città natale a Brescia, trasferendosi a livello giovanile nella Voluntas. Viene notato dal Brescia, che lo inserisce nel proprio settore giovanile dove diventa titolare. Nel 2013, dopo un derby in Primavera tra i bresciani e il Milan, stupisce gli osservatori rossoneri e il tecnico Filippo Inzaghi, che preme per acquistarlo.

#### Milan
Nel gennaio 2014 si trasferisce in compartecipazione al Milan - che lo aggrega alla propria Primavera; dopo aver vinto il Torneo di Viareggio in finale contro l'Anderlecht viene riscattato dai rossoneri in cambio del cartellino di Lorenzo Andrenacci, diventando una stella della squadra a livello giovanile. Nella stagione seguente viene regolarmente convocato in Serie A, diventando il terzo portiere alle spalle di Christian Abbiati e Diego Lopez. Continua a crescere tra i portieri rossoneri, mentre il suo posto in Primavera viene lasciato a Gianluigi Donnarumma.

#### Bari e Pro Piacenza
Il 28 agosto 2015 firma un contratto triennale con il Bari, con cui debutta tra i professionisti il 18 maggio 2017, nella partita di Serie B persa per 2-1 contro la SPAL.
L'8 luglio seguente viene ceduto in prestito al Pro Piacenza, dove diventa titolare in Serie C. 
Esordisce il 30 luglio 2017 in Coppa Italia Serie C contro il Vicenza, mentre la prima volta in campionato avviene contro la Giana Erminio. Colleziona 37 presenze fra campionato e coppe nazionali, affermandosi tra i migliori portieri del girone e contribuendo alla salvezza della sua squadra con prestazioni e rigori parati. A fine stagione, rientra al Bari, che però fallisce, rimanendo così svincolato. 

#### Pisa
Il 3 agosto 2018 viene tesserato dal Pisa, che gli affida il ruolo di portiere titolare.  Si afferma tra i migliori portieri in circolazione, disputando a livello personale una stagione positiva (18 partite senza subire gol) nella quale para 5 calci di rigore e trascina i suoi fino alla finale play-off contro la Triestina, che sancisce il ritorno in serie cadetta per i toscani.
Nella stagione seguente, in Serie B, riconferma le buone prestazioni, tanto da attirare l'interesse di numerosi club. Il Pisa arriva oltre le aspettative, mancando la qualificazione ai play-off solamente a causa degli scontri diretti con Empoli e Frosinone giunti a pari merito a 54 punti.. Nel frattempo, con la stagione prolungata nel periodo estivo a causa del primo lockdown legato alla pandemia Covid-19, il 28 giugno 2020 la Juventus annuncia di aver acquistato dal Pisa il suo cartellino a titolo definitivo per oltre 3 milioni di euro (nell'affare, il portiere Leonardo Loria fa il percorso inverso), bruciando la concorrenza.
Il 27 luglio 2020, preparando la penultima sfida di campionato contro l'Ascoli, si infortuna alla spalla in allenamento.

#### Juventus e vari prestiti
Inizia la stagione 2020-2021 recuperando dall'infortunio alla spalla, che lo tiene fuori dai giochi per 4 mesi. Per farlo riprendere al meglio, la Juventus decide di prestare il suo cartellino al Pisa, squadra da cui lo aveva acquistato l'estate precedente. Gori torna in Serie B e diventa nuovamente il titolare della squadra, che sfiora ancora una volta i play-off per la promozione in Serie A con una grande cavalcata nel girone di ritorno.
Il 21 luglio 2021, rientrato alla Juventus dal prestito al Pisa, viene ceduto in prestito in Serie B all'ambizioso Como. Si afferma tra i migliori nella prima parte di stagione, accusando a dicembre un problema fisico che lo costringerà a saltare alcune partite, rientrando nella seconda parte di campionato.
Il 13 luglio 2022 viene ceduto in prestito al Perugia. Fa il suo esordio con gli umbri il 5 agosto, nella gara di Coppa Italia contro il Cagliari. Una settimana dopo, esordisce anche in Serie B con il Perugia, nella sfida con il Palermo. Risulta tra i migliori della rosa, nonostante la nefasta stagione a livello corale, con 11 partite senza subire reti su 32 disputate. Il 30 giugno 2023 torna alla Juventus dopo la scadenza del suo prestito annuale.
Il 31 luglio 2023 passa in prestito al Monza, in Serie A. Tuttavia ai brianzoli è il terzo portiere della rosa, non riuscendo mai a debuttare.
Il 30 agosto 2024 viene ceduto in prestito allo Spezia. Fa il suo esordio nella partita contro la Cremonese, terminata 1-1. Risulta uno dei migliori portieri del girone d'andata, con gli Aquilotti che stazionano tra la 2ª e la 3ª posizione in campionato, con 9 clean sheet. Termina la stagione con 16 clean sheet, miglior risultato in rapporto con le partite giocate tra i portieri. La stagione termina a un passo dalla Serie A, sconfitto in finale play-off dalla Cremonese.  Al termine della stagione, scaduto il prestito, torna alla Juventus, non rinnovando il contratto e rimanendo svincolato.

#### Ritorno al Brescia
Il 12 agosto 2025 firma con l'Union Brescia, tornando nella sua città natale dopo 11 stagioni.

### Nazionale
Nel 2014 viene convocato dall'Under-18, esordendo l'8 gennaio contro i pari età della Tunisia, partita che gli azzurrini vincono 0-4. Il 19 marzo gioca ancora una volta con l'Under-18, nella vittoria contro l'Ungheria, così come avviene per la partita disputata un mese dopo contro l'Albania.
Viene promosso, lo stesso anno, in Under-19, con cui esordisce il 13 agosto contro la Croazia.

## Statistiche

### Presenze e reti nei club
Statistiche aggiornate al 12 agosto 2025.
| Stagione        | Squadra         | Campionato      | Campionato | Campionato | Coppe nazionali | Coppe nazionali | Coppe nazionali | Coppe continentali | Coppe continentali | Coppe continentali | Altre coppe | Altre coppe | Altre coppe | Totale | Totale |
| Stagione        | Squadra         | Comp            | Pres       | Reti       | Comp            | Pres            | Reti            | Comp               | Pres               | Reti               | Comp        | Pres        | Reti        | Pres   | Reti   |
| --------------- | --------------- | --------------- | ---------- | ---------- | --------------- | --------------- | --------------- | ------------------ | ------------------ | ------------------ | ----------- | ----------- | ----------- | ------ | ------ |
| 2016-2017       | Bari            | B               | 1          | -1         | CI              | 0               | 0               | -                  | -                  | -                  | -           | -           | -           | 1      | -1     |
| 2017-2018       | Pro Piacenza    | C               | 36         | -43        | CI+CI-C         | 1+0             | -4 + 0          | -                  | -                  | -                  | -           | -           | -           | 37     | -47    |
| 2018-2019       | Pisa            | C               | 36+6       | -28 + -8   | CI+CI-C         | 1+1             | -3 + 0          | -                  | -                  | -                  | -           | -           | -           | 44     | -39    |
| 2019-2020       | Pisa            | B               | 36         | -44        | CI              | 2               | -3              | -                  | -                  | -                  | -           | -           | -           | 38     | -47    |
| 2020-gen. 2021  | Juventus        | A               | 0          | 0          | CI              | 0               | 0               | UCL                | 0                  | 0                  | SI          | 0           | 0           | 0      | 0      |
| gen.-giu. 2021  | Pisa            | B               | 19         | -26        | CI              | -               | -               | -                  | -                  | -                  | -           | -           | -           | 19     | -26    |
| Totale Pisa     | Totale Pisa     | Totale Pisa     | 97         | -106       |                 | 4               | -6              |                    | -                  | -                  |             | -           | -           | 101    | -112   |
| 2021-2022       | Como            | B               | 19         | -30        | CI              | 1               | -2              | -                  | -                  | -                  | -           | -           | -           | 20     | -32    |
| 2022-2023       | Perugia         | B               | 32         | -40        | CI              | 1               | -3              | -                  | -                  | -                  | -           | -           | -           | 33     | -43    |
| 2023-2024       | Monza           | A               | 0          | 0          | CI              | 0               | 0               | -                  | -                  | -                  | -           | -           | -           | 0      | 0      |
| 2024-2025       | Spezia          | B               | 23+4       | -19 + -4   | CI              | 0               | 0               | -                  | -                  | -                  | -           | -           | -           | 27     | -23    |
| 2025-2026       | Union Brescia   | C               | 0          | 0          | CI-C            | 0               | 0               | -                  | -                  | -                  | -           | -           | -           | 0      | 0      |
| Totale carriera | Totale carriera | Totale carriera | 212        | -243       |                 | 7               | -15             |                    | 0                  | 0                  |             | 0           | 0           | 219    | -258   |

## Palmarès

### Club

#### Competizioni giovanili
- Torneo di Viareggio: 1

Milan: 2014